# 1970年代の日本
1970年代の日本（1970ねんだいのにほん）では、1970年代の日本の出来事・流行・世相などについてまとめる。
日本の元号では、昭和45年から昭和54年に当たる。

## できごと

### 1970年
- 1月7日 - 喜劇王・榎本健一が死去[書籍 1]。
- 1月14日 - 第3次佐藤内閣発足[書籍 2]。
- 1月25日 - ゴジラ・ウルトラマンを製作した特撮監督の円谷英二が死去[書籍 3]。
- 2月11日 - 国産初の人工衛星おおすみが打ち上げ[書籍 4]。
- 3月14日 - 日本万国博覧会（大阪万博）が開幕（ - 9月13日）[書籍 4]。
- 3月31日 - よど号ハイジャック事件[書籍 4]。
- 東京都港区浜松町に世界貿易センタービルが完成する。
- 4月1日 - 青森放送で民放初のワイドニュース番組「RABニュースレーダー」放送開始。全国のテレビ局におけるワイドニュース番組の根幹となる。
- 5月11日 - 日本山岳会の登山隊、エベレスト登頂成功[書籍 4]。
- 5月25日 - プロ野球で黒い霧事件が起き、池永正明らが5人が球界から永久追放される[書籍 5]。
- 6月30日 - トミーがトミカ発売。
- 8月2日 - 東京都内ではじめての歩行者天国が銀座、新宿、池袋、浅草で実施[書籍 4]。
- 10月7日 - ロッテが10年ぶりパ・リーグ優勝。
- 10月22日 - 巨人がセ・リーグ6連覇（V6）達成して同時にセ・リーグの連覇記録更新。
- 11月25日 - 三島由紀夫が割腹自殺する（三島事件）[書籍 6]。
- 日本初のテレビショッピング番組を、フジテレビ「東京ホームジョッキー」内で放送。

### 1971年
- TBS系列の刑事ドラマ「刑事くん」第1部が放送開始。
- ボウリングブームが起こる。
- 1月24日 - ザ・タイガースが解散。
- 1月31日 - 朝日放送系列で桂三枝（現・六代目桂文枝）司会のトーク番組「新婚さんいらっしゃい!」放送開始。2022年現在も放送中。
- 2月22日から成田空港予定地の代執行が行われ[書籍 1][書籍 7]、多数の負傷者を出しただけでなく9月16日の東峰十字路事件で警察官が殉職した[書籍 8][書籍 9]。
- 4月3日 - 毎日放送系列の特撮番組仮面ライダーシリーズが放送開始。
- 5月 - 日清食品から世界初のカップ麺「カップヌードル」発売[書籍 10]。
- 5月14日 - 大相撲で横綱の大鵬幸喜が引退[書籍 1][書籍 11]。
- 6月5日 - 新宿副都心内初の超高層ビルである京王プラザホテルが完成する。
- 7月1日 - 環境庁が発足[書籍 12][書籍 13]。
- 7月12日 - 画家の山下清が死去[書籍 14]。
- 7月20日 - マクドナルドの日本1号店が東京・銀座に開店[書籍 15]。
- 9月25日 - よみうりテレビ系列のテレビアニメ「天才バカボン」が放送開始[書籍 16]。
- 10月11日 - 大相撲で横綱の玉の海正洋が現役のまま死去[書籍 17]。
- 10月21日 - 小説家の志賀直哉が死去[書籍 12]。
- 10月24日 - ルパン三世シリーズが放送開始[書籍 17]。
- 10月31日 - プロボクシングの輪島功一が当時日本最重量級（ジュニアミドル級）の世界王者となる[書籍 18]。
- 11月14日 - 国語学者の金田一京助が死去[書籍 19]。

### 1972年
- 2月2日 - 太平洋戦争の旧日本兵横井庄一が28年ぶりにグアム島から帰還する[書籍 12][書籍 20]。
- 2月3日 - 札幌オリンピック開幕[書籍 12][書籍 21]。2月13日まで。
- 2月19日 - あさま山荘事件[書籍 12][書籍 22]。
- 3月15日 - 山陽新幹線新大阪〜岡山間暫定開業[書籍 23][書籍 24]。
- 3月21日 - 奈良県明日香村で高松塚古墳が発掘される[書籍 12][書籍 24]。
- 4月1日 - 札幌市・川崎市・福岡市が政令指定都市に指定[書籍 25]。
- 5月13日 - 千日デパート火災[書籍 26][書籍 27]。
- 5月15日 - 沖縄返還[書籍 23][書籍 28]。
- 6月17日 - 佐藤栄作首相退陣表明[書籍 23]。新聞記者を全員退去させ“テレビ主導”となった前代未聞の退陣会見に[書籍 29]。
- 7月7日 - 第1次田中角栄内閣発足[書籍 30][書籍 31]。
- 7月16日 - 大相撲で高見山大五郎が史上初の外国人力士幕内最高優勝を飾る[書籍 32]。
- 7月21日 - 日本テレビで東宝制作による刑事ドラマ「太陽にほえろ!」が放送開始。約15年続いた刑事ドラマに発展した。
- 9月2日 - 朝日放送と松竹の制作による時代劇必殺シリーズ放送開始。第1作は「必殺仕掛人」。
- 10月28日 - パンダの2頭が上野動物園に来日する[書籍 33]。
- 11月6日 - 北陸トンネル火災事故[書籍 34]。
- 東京スタジアムが閉幕する。
- 暴走族による富山事件が起き、これがきっかけで「暴走族」と言う言葉が世に登場する。

### 1973年
- 神戸港が日本の港として初めて海上コンテナ取扱量で世界第1位となる（1973年-1978年）[Web 1]。
- 1月25日 - プロボクサーの大場政夫が自家用車で事故死[書籍 35]。
- 2月24日 - 足尾銅山閉山[書籍 36]。
- 3月13日 - 上尾事件[書籍 26][書籍 37]。
- 3月19日 - コナミ設立。
- 5月30日 - 大相撲で輪島大士が史上初の学士横綱となる[書籍 38]。
- 8月30日 - 阪神・江夏豊が史上初の延長戦ノーヒットノーラン達成。最後は自らのサヨナラホームラン。
- 10月22日 - 巨人がV9を達成する。王貞治が三冠王を獲得する。
- 10月23日 - 江崎玲於奈がトンネル効果の発明でノーベル物理学賞を受賞する[書籍 26][書籍 39]。
- 11月1日
  - 大阪府千里ニュータウンのスーパーマーケットで、トイレットペーパー売り場に約300人が行列をつくり在庫が売り切れる[書籍 26][書籍 40]。以後、同様のパニックが全国的に発生する[書籍 41]。
  - 日本科学技術振興財団テレビ事業本部（愛称・東京12チャンネル）が放送終了。翌日から株式会社東京12チャンネル（現・テレビ東京）の運営に移行すると同時に教育局から一般総合局に移行する。
- 11月29日 - 大洋デパート火災[書籍 26]。
- 日本テレビ系列でドラえもん(第1作)の放送がスタート(制作会社社長の失踪により半年で終了(詳しくはこちらを参照))。
- フジテレビ系列で「ポンキッキシリーズ」が開始する。
- 週刊少年マガジン連載の「あしたのジョー」が連載終了。
- 地方競馬出身のハイセイコーが大旋風。
- 武蔵野線の新松戸〜府中本町間が開業する。

### 1974年
- 2月7日 - 上野消火器商一家五人殺し。
- 3月10日 - 太平洋戦争の陸軍中野学校出の旧日本兵小野田寛郎がフィリピンで29年ぶりに発見される[書籍 42][書籍 43]。
- 5月9日 - 伊豆半島沖地震[書籍 44][書籍 45]。
- 5月15日 - 日本初の正式なコンビニエンスストア第1号店『セブン-イレブン』が東京都江東区豊洲に開店する[書籍 46]。
- 7月24日 - 大相撲で北の湖敏満が21歳2ヶ月の史上最年少横綱となる。
- 8月29日 - 池田理代子作の少女漫画『ベルサイユのばら』が連載開始し宝塚歌劇の名物となる「ベルサイユのばら」が公演される[書籍 47]。
- 8月30日 - 三菱重工爆破事件[書籍 44][書籍 47]。
- 9月1日 - 原子力船むつが放射線もれ事故[書籍 47]。
- 10月6日 - 宇宙戦艦ヤマト第1作放映。
- 10月8日 - 佐藤栄作元首相にノーベル平和賞が贈られることが決定する[書籍 44][書籍 48]。
- 10月12日 - 中日が巨人のV10を阻止し20年ぶりセ・リーグ優勝。
- 10月14日 - 巨人の長嶋茂雄選手が引退[書籍 48]。
- 10月23日 - ロッテが24年振りの日本一。
- 11月1日
  - 気象庁のアメダスが運用開始[書籍 49]。
  - サンリオのキャラクター『ハローキティ』が誕生する。
- 11月21日 - 巨人の川上哲治監督が勇退し、後任に長嶋茂雄選手が就任する。
- 12月9日 - 田中金脈問題で田中角栄首相辞任。三木武夫内閣発足[書籍 42][書籍 50]。
- 12月15日 - ハイセイコー引退。
- 東京12チャンネルでテレビアニメ「スパイダーマン」の初の吹き替え版が放送開始。
- 家系ラーメンの原点となる吉村家が、横浜市磯子区の新杉田にオープン（現在は、横浜市西区の横浜駅西口の近くに移転）。

### 1975年
- 1月7日 - 毎日放送系のテレビアニメ「まんが日本昔ばなし」が放送開始[書籍 51]。
- 3月10日 - 山陽新幹線・岡山駅~博多駅間開業[書籍 52][書籍 53]。大ダイヤ改正をこれに伴い実施。
- 3月31日 - 大阪の毎日放送（MBS）・朝日放送（ABC）のテレビネットワーク交換に伴い、腸捻転が解消[書籍 54]。
- 4月5日
  - 歌手のザ・ピーナッツ引退。
  - NETテレビ系列の特撮番組スーパー戦隊シリーズが放送開始。
- 4月6日 - 朝日放送系列でクイズ番組「パネルクイズ アタック25」が放送開始。現在も放送中。
- 4月13日 - ロックバンドキャロル解散。
- 4月15日 - ローソン（当時：ダイエーローソン）設立。
- 5月24日 - TBSで東映制作による刑事ドラマ「Gメン'75」が放送開始。
- 5月10日 - ソニー、ベータマックスの家庭用ビデオテープレコーダ1号機、「SL-6300」を発売。
- 6月3日 - 佐藤栄作元首相死去[書籍 52][書籍 55]。
- 7月17日 - 皇太子夫妻が初めて沖縄を訪問する[書籍 52][書籍 56]。（ひめゆりの塔事件）
- 7月19日 - 沖縄国際海洋博覧会開幕[書籍 56][書籍 57]。
- 8月15日 - 三木首相が現職首相としてはじめて終戦記念日に靖国神社を参拝[書籍 52][書籍 58]。
- 9月 - エニックス設立。
- 9月12日 - エポック社から日本初の家庭用テレビゲーム機である「テレビテニス」を発売。
- 9月30日 - 明治製菓（現・明治）から「きのこの山」が発売。
- 10月15日 - 広島、球団創設以来26年目で初優勝。古葉竹識監督就任1年目での快挙[書籍 59][書籍 60]。
- 12月10日 - 3億円事件が時効成立する。
- ファッションスタイル「ニュートラ」が若者の間で全国的に流行。
- 巨人が球団創設以来初の最下位転落。
- 阪急が日本シリーズで球団創設以来40年目で初の日本一（阪急黄金時代開幕）。
- 暴走族史上最大の抗争が鎌倉の七里ガ浜海岸で起こる（七里ガ浜抗争）。

### 1976年
- 1月3日 - TBSで大橋巨泉司会のクイズ番組「クイズダービー」が放送開始。
- 1月31日 - 鹿児島市で日本初の5つ子誕生[書籍 61]。
- 2月2日 - NETテレビで黒柳徹子司会のトーク番組「徹子の部屋」が放送開始[書籍 61]。現在も放送中。
- 3月2日 - 北海道庁爆破事件[書籍 62]。
- 7月27日 - ロッキード事件で田中角栄前首相逮捕[書籍 63]。
- 8月3日 - NECがワンボードマイコンのTK-80を発売。
- 9月6日 - ベレンコ中尉亡命事件[書籍 64][書籍 65]。
- 9月15日 - 三木改造内閣発足[書籍 64][書籍 66]。
- 10月6日
  - NETテレビ「欽ちゃんのどこまでやるの!?」が放送開始。
  - フジテレビのスポーツアニメ「ドカベン」が放送開始。
- 10月29日 - 酒田大火（山形県酒田市中心部）[書籍 67]。焼失面積22.5ha・焼損棟数1,774棟・被災者3,300人[書籍 68]。
- 10月31日 - 日本ビクター、家庭用VHSビデオテープレコーダ1号機、HR-3300を発売。
- シングルの「およげ!たいやきくん」が453万枚による日本記録（更新中）で大ヒットとなる。
- 秋本治の漫画「こちら葛飾区亀有公園前派出所」が『週刊少年ジャンプ』(集英社)で連載開始。2016年まで40年間連載していた。

### 1977年
- 1月4日 - 青酸コーラ無差別殺人事件[書籍 69][書籍 70]。
- 2月10日 - 日米漁業協定調印。200海里経済水域規定に基づく初の漁業協定[書籍 71][書籍 72]。
- 4月1日 - 日本教育テレビ（NETテレビ）が全国朝日放送に社名変更（愛称：テレビ朝日→2003年から正式社名に）教育専門局から総合局に[書籍 73]。
- 4月29日 - 全日本柔道選手権大会で山下泰裕が19歳10ヶ月の最年少優勝(当時)を飾る[書籍 69]。
- 6月15日 - 和歌山県有田市で集団コレラが発生[書籍 74]。
- 6月18日 - 月刊アスキーが創刊される。
- 7月1日 - 領海法施行、日本の領海を海岸より12海里と定める。
- 7月14日 - 日本初の静止気象衛星「ひまわり」（後の「ひまわり1号」）打ち上げ[書籍 75]。
- 8月7日 - 有珠山が噴火活動を開始（〜翌年10月27日）[書籍 69][書籍 76]。
- 9月3日 - 巨人の王貞治が対ヤクルト戦でホームラン世界新記録の756号を達成[書籍 69][書籍 77]。
- 9月5日 - 国民栄誉賞が創設される。王貞治が受賞[書籍 78]。
- 9月9日 - 沖永良部台風[書籍 69][書籍 79]。
- 9月27日 - 横浜米軍機墜落事件[書籍 69][書籍 80]。
- 9月28日
  - ダッカ日航機ハイジャック事件[書籍 69][書籍 80]。
  - 南海の野村克也監督が解任される。
- 10月 - 日本で再放送や外国番組の放送等の一部の例外を除き、白黒放送が消滅（完全カラー放送化）。最後まで白黒放送を行っていた放送局はNHK教育テレビ。
- 10月15日 - 長崎バスジャック事件[書籍 81]。

### 1978年
- 1月7日 - テレビ朝日で人気時代劇「暴れん坊将軍」放送開始。その後20年以上続く長寿番組に。
- 1月19日 - TBS音楽番組で日本初の衛星中継番組「ザ・ベストテン」放送開始（1月19日-1989年9月28日）。
- 3月26日 - 成田空港管制塔占拠事件[書籍 82][書籍 83]。
- 4月4日 - アイドルグループのキャンディーズが解散[書籍 84]。
- 4月5日 - 大阪府藤井寺市の三ツ塚古墳から古墳時代の修羅が出土する[書籍 82]。
- 4月6日 - 日本一の高層ビル（当時）サンシャイン60完成[書籍 82][書籍 85]。
- 4月30日 - 植村直己が世界初の北極点犬ゾリ単独行、北極点到達。699[書籍 82]
- 5月20日
  - 福岡県での旱魃のため、福岡市でこの日から翌年3月24日まで287日間にわたる給水制限開始[書籍 86]。
  - 新東京国際空港（現成田国際空港）開港[書籍 83]。
- 6月12日 - 宮城県沖地震[書籍 82][書籍 87]。
- 7月5日 - 農林水産省が発足[書籍 88][書籍 89]。
- 7月25日 - 作曲家の古賀政男が死去。
- 8月1日 - 郵便貯金がオンライン化[書籍 90]。
- 8月12日 - 日中平和友好条約調印[書籍 88][書籍 91]。
- 10月2日 - 昭和53年国鉄ダイヤ改正。
- 10月4日 - ヤクルトが球団創立29年目で初優勝&日本一[書籍 92]。
- 10月12日 - 西武鉄道グループがクラウンライターライオンズを買収し、球団名を西武ライオンズとする[書籍 93]。
- 10月22日 - ヤクルトの大杉勝男選手が日本シリーズで阪急の足立光宏投手から疑惑の本塁打放つ（俗にいう1時間19分の抗議、阪急の上田監督はシリーズ終了後辞任）（阪急黄金時代終焉）[書籍 94]。
- 11月21日 - プロ野球で江川卓による空白の一日起こる[書籍 82][書籍 95]。
- 12月7日 - 第1次大平正芳内閣発足[書籍 88]。
- 日本をはじめアジア各国において、中波放送の周波数間隔を10kc（キロサイクル）から9kHz（キロヘルツ）間隔に変更。
- テレビゲーム「スペースインベーダー」が大ブーム。

### 1979年
- 1月26日 - 三菱銀行人質事件[書籍 57][書籍 96]。
- 3月5日 - 日本テレビで当時同局アナウンサーの徳光和夫の司会による朝の情報番組「ズームイン!!朝!」放送開始（3月 - 2001年9月）。
- 4月2日
  - テレビ朝日系列のアニメ「ドラえもん」の放映開始。
  - TBSで関口宏が司会を務めるクイズ番組「クイズ100人に聞きました」放送開始（4月 - 1992年9月）。
- 4月7日 - 名古屋テレビ制作のアニメ「機動戦士ガンダム」の放映開始。
- 4月14日 - 西武ライオンズ球場が完成。
- 6月28日 - 東京サミット[書籍 97][書籍 98]。
- 7月11日 - 日本坂トンネル火災事故[書籍 99]。
- 8月16日 - 箕島対星稜延長18回。
- 10月1日 - 女優の水谷八重子 (初代)が死去。
- 10月6日 - 広島が日本シリーズで近鉄を4勝3敗で下し球団創設30年目で初の日本一に。第7戦の江夏の21球が語り草となる。
- 10月7日 - 関西テレビが制作するお笑い番組「花王名人劇場」が放送開始(漫才ブームとお笑い第二世代のきっかけを作る)。
- 10月14日 - テレビ朝日で石原プロモーション制作による刑事ドラマ「西部警察シリーズ」が放送開始。
- 10月26日 - TBSで武田鉄矢主演による学園ドラマ「3年B組金八先生」シリーズが放送開始する[書籍 100]。

## 戦争と政治

### 政治
佐藤内閣
- 第2次佐藤内閣 （第2次改造内閣）
- 第3次佐藤内閣 （改造内閣）

田中角栄内閣
- 第1次田中角栄内閣
- 第2次田中角栄内閣 （第1次改造内閣 - 第2次改造内閣）

三木内閣
- 三木内閣 （改造内閣）

福田赳夫内閣
- 福田赳夫内閣 （改造内閣）

大平内閣
- 第1次大平内閣
- 第2次大平内閣

1970年代の内閣総理大臣

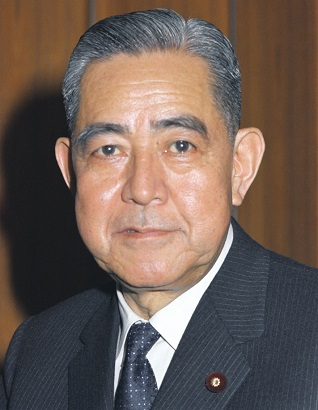
佐藤栄作 （-1972年）
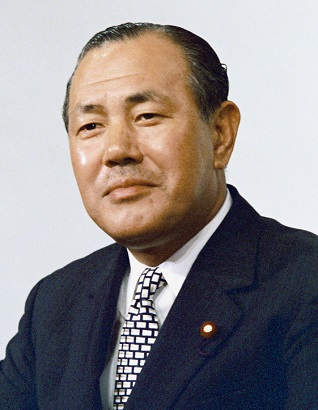
田中角栄 （1972年-1974年）
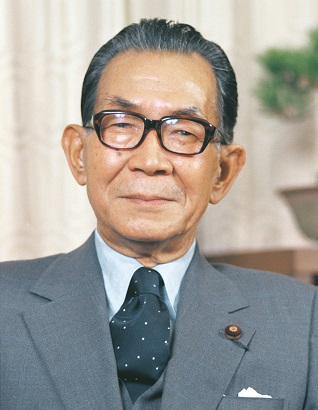
三木武夫 （1974年-1976年）
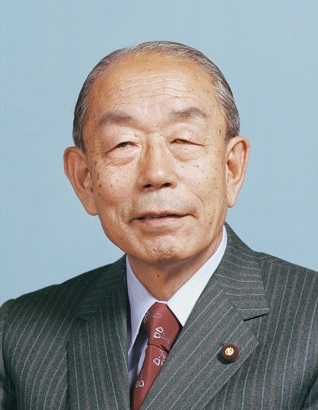
福田赳夫 （1976年-1978年）
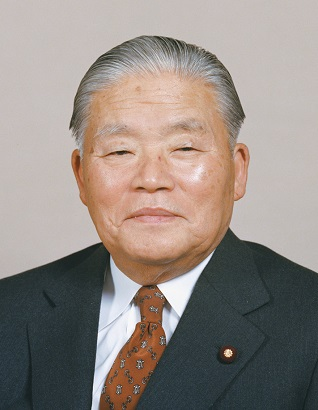
大平正芳 （1978年-）

## 社会
- 学生運動が退潮する。
- 赤軍が日本国内外で暴動を起こす。
- 全国各地に暴走族が現れる
- 海外旅行の一般化が始まるが、アジア諸国で日本人男性の買春旅行が問題となった。
- 総理府の「国民生活に関する世論調査」（1979年5月調査）で、「物質的にある程度豊かになったので、これからは心の豊かさやゆとりのある生活をすることに重きをおきたい」とする人々の割合（40.9%）が「まだまだ物質的な面で生活を豊かにすることに重きをおきたい」とする人々の割合（40.3%）を初めて上回る[Web 2]。
- 1976年に行われた「国民における元号の使用に関する世論調査」によると、「元号を主に使用している」と答えたのは87.5%で、「併用している」が7.1%、「西暦のみを使用している」は2.5%とあり、この頃は西暦よりも元号の方がまだ国民の間で一般的であった。なお、新聞やテレビなどのメディアを筆頭に1980年代にかけて西暦の使用は増えていったが、公文書などを除いて元号より西暦が多用される転換となったのは、1989年に元号が昭和から平成に変わったことの影響が大きい。

### 経済
- 高度経済成長が一段落し、オイルショックにより高度成長は終焉を迎え、安定成長期に移行する。
- 都市部で路面電車が次々に廃止される。東京などの大都市では地下鉄の整備が進む。
- 全国にスーパーマーケットが普及する。
- 海外炭の普及により国内炭は競争力を失い、九州・北海道の炭鉱の多くが閉山する。
- 都市部で高層建築物が次々着工され、マンションも多数建設されはじめる。
- 山陽新幹線が博多駅まで開業して、在来線特急列車は九州各地に移動。
- 自動車やオートバイが普及する一方、国鉄の運賃値上げが続き、鉄道離れが起こる。
- 電卓が急速に普及。歯車式計算機・そろばんを置き換える。
- マイコン制御の機器が現れる。

## 災害
- 1972年（昭和47年）7月 - 昭和47年7月豪雨　死者421人、行方不明者26人。
- 1974年（昭和49年）5月9日 - 伊豆半島沖地震　死者30名。
- 1976年（昭和51年）9月 - 昭和51年台風第17号　死者161名、行方不明者10名。
- 1976年（昭和51年）12月 ～ 1977年（昭和52年）2月 - 昭和52年豪雪　死者101名。
- 1977年（昭和52年）8月7日 - 有珠山噴火　死者3名。
- 1978年（昭和53年）1月14日 - 伊豆大島近海の地震　死者23名。
- 1978年（昭和53年）6月12日 - 宮城県沖地震　死者28名。
- 1979年（昭和54年）10月 - 昭和54年台風第20号　死者110名、行方不明者5名。

## 文化と芸術

### 流行
- 1970年辺りまでは、若者の街、若者文化の流行の発信地といえば、新宿だった。しかし、1973年に渋谷でPARCOの開店があり、日本における若者文化の歴史が大きく変化。その流れは「新宿から渋谷、または渋谷区全体へ」と移り変わっていく。
- 仮面ライダーシリーズやスーパー戦隊シリーズなどの特撮ブーム。
- 昭和ゴジラシリーズが終焉を迎える。
- 蒸気機関車が定期輸送から引退。これに先立ってSLブームが起こった。
- 若者の国内旅行がピークを迎え、アンノン族やカニ族といった言葉が流行した。
- 1975年に日本で初の家庭用ゲーム機となるエポック社の「テレビテニス」が発売された。また、1970年代後半にはタイトーのアーケードゲーム『スペースインベーダー』が一大ブームを巻き起こした。
- 21世紀以降になっても定番となっているカップ麺が次々発売される[注 1]。

#### ファッション
- ジーンズ、ベルボトム、男性の長髪の流行。
- 若者男性の間でパンチパーマ・リーゼントの髪形が流行。

### 建築

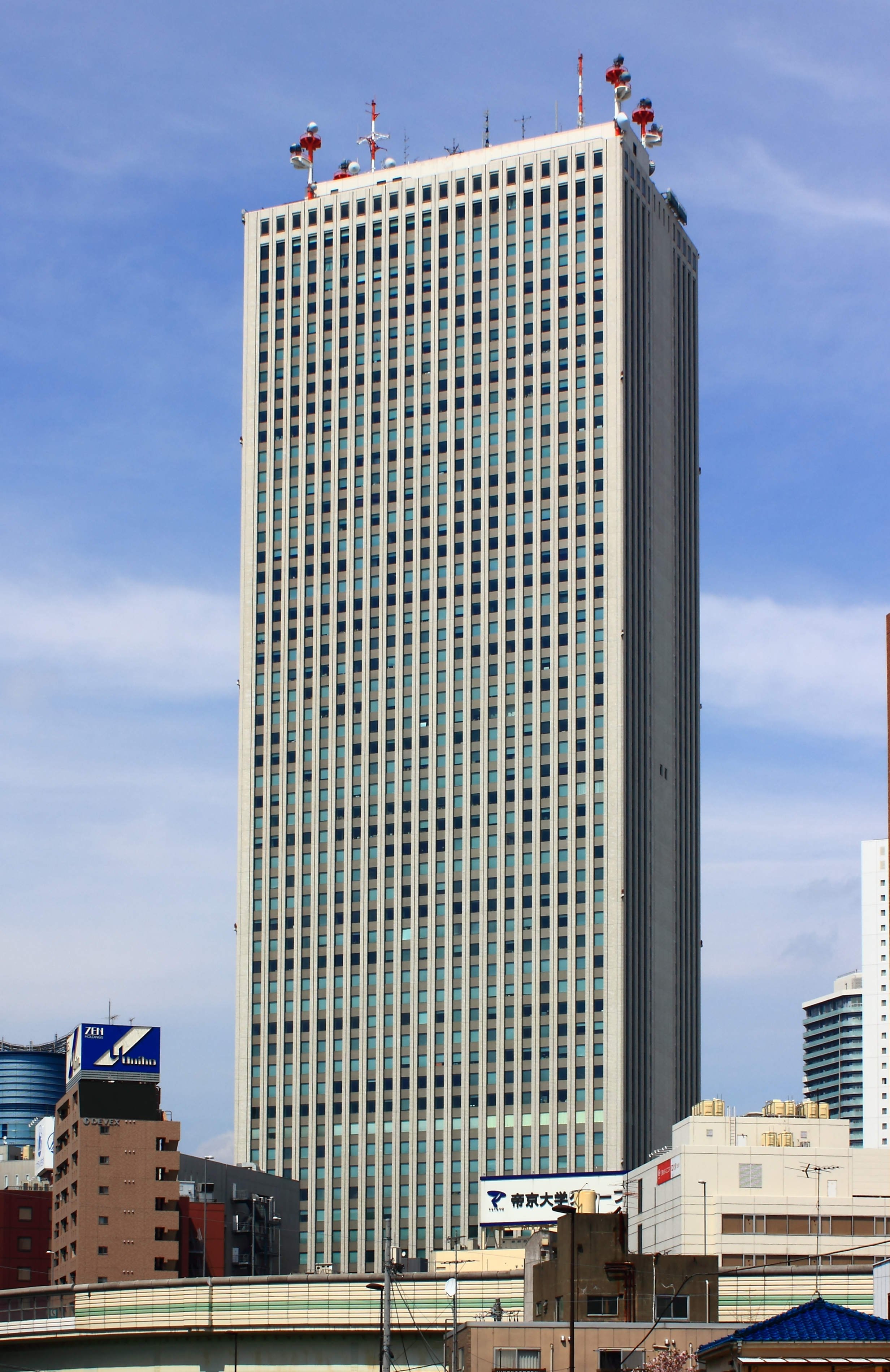
サンシャイン60（1978年4月6日）

- 1970年 日本万国博覧会会場・基幹施設計画、お祭り広場 - 丹下健三
- 1972年 中銀カプセルタワービル - 黒川紀章
- 1979年 住吉の長屋 - 安藤忠雄

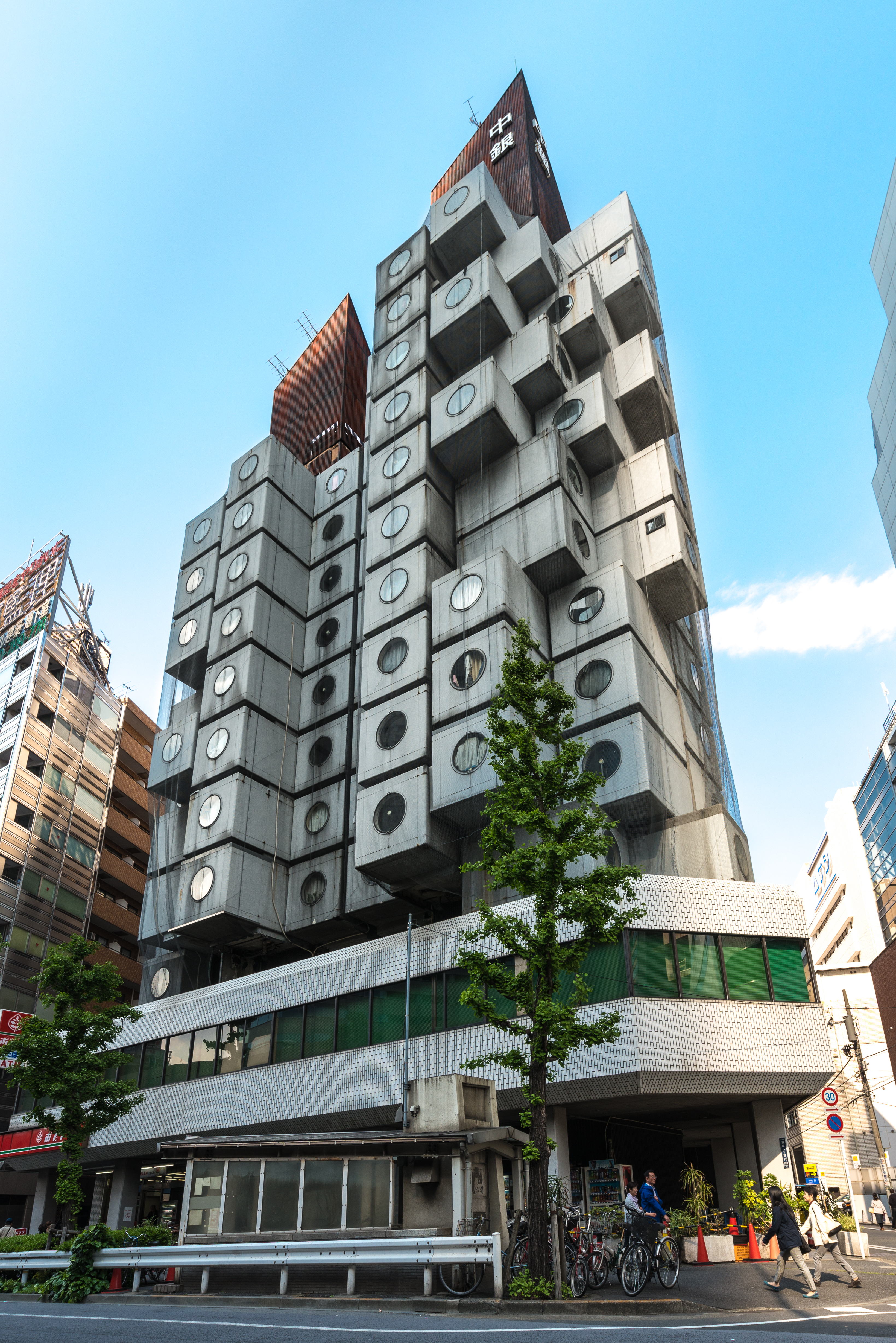
中銀カプセルタワービル

超高層建築物・構築物

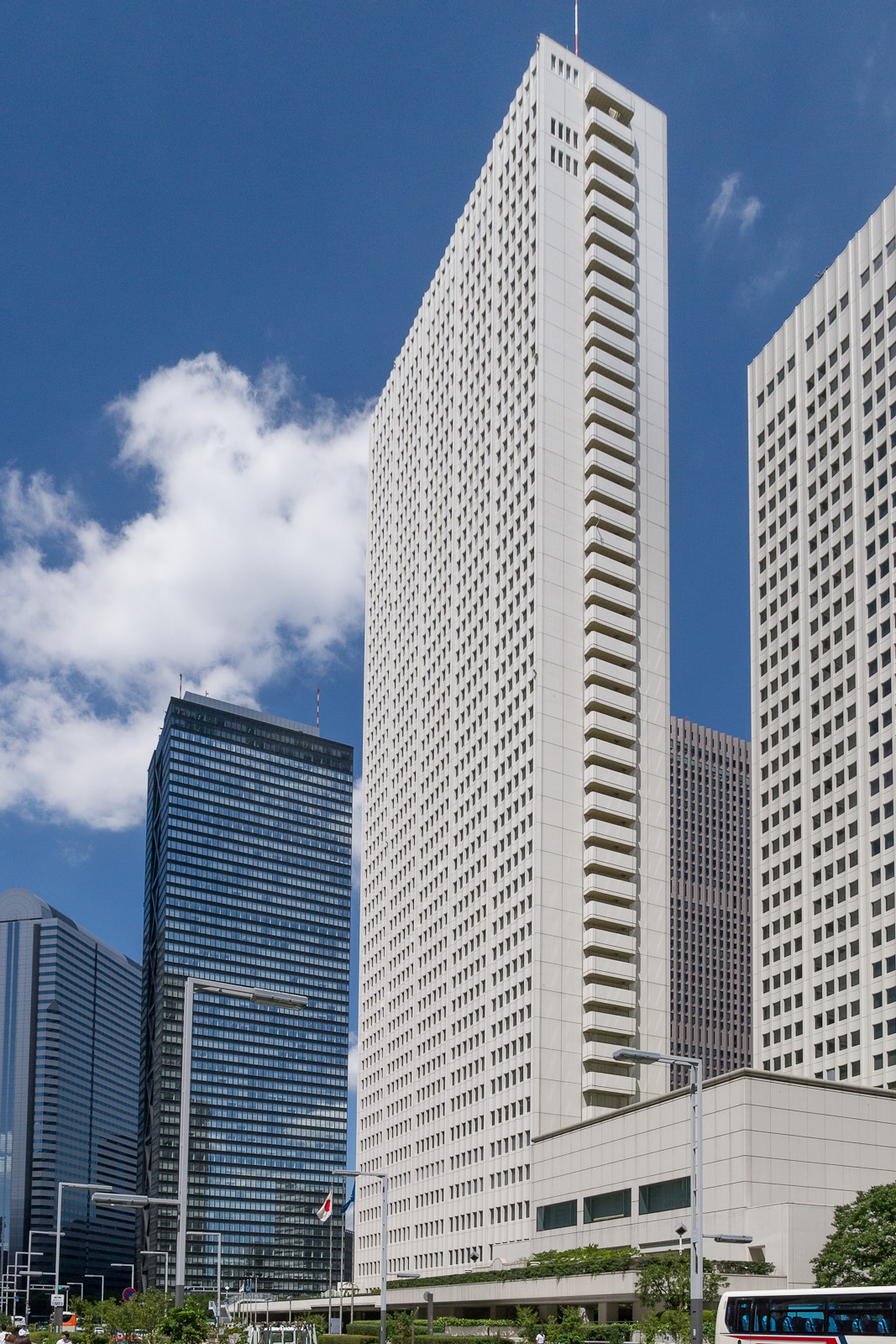
京王プラザホテル （1971年）
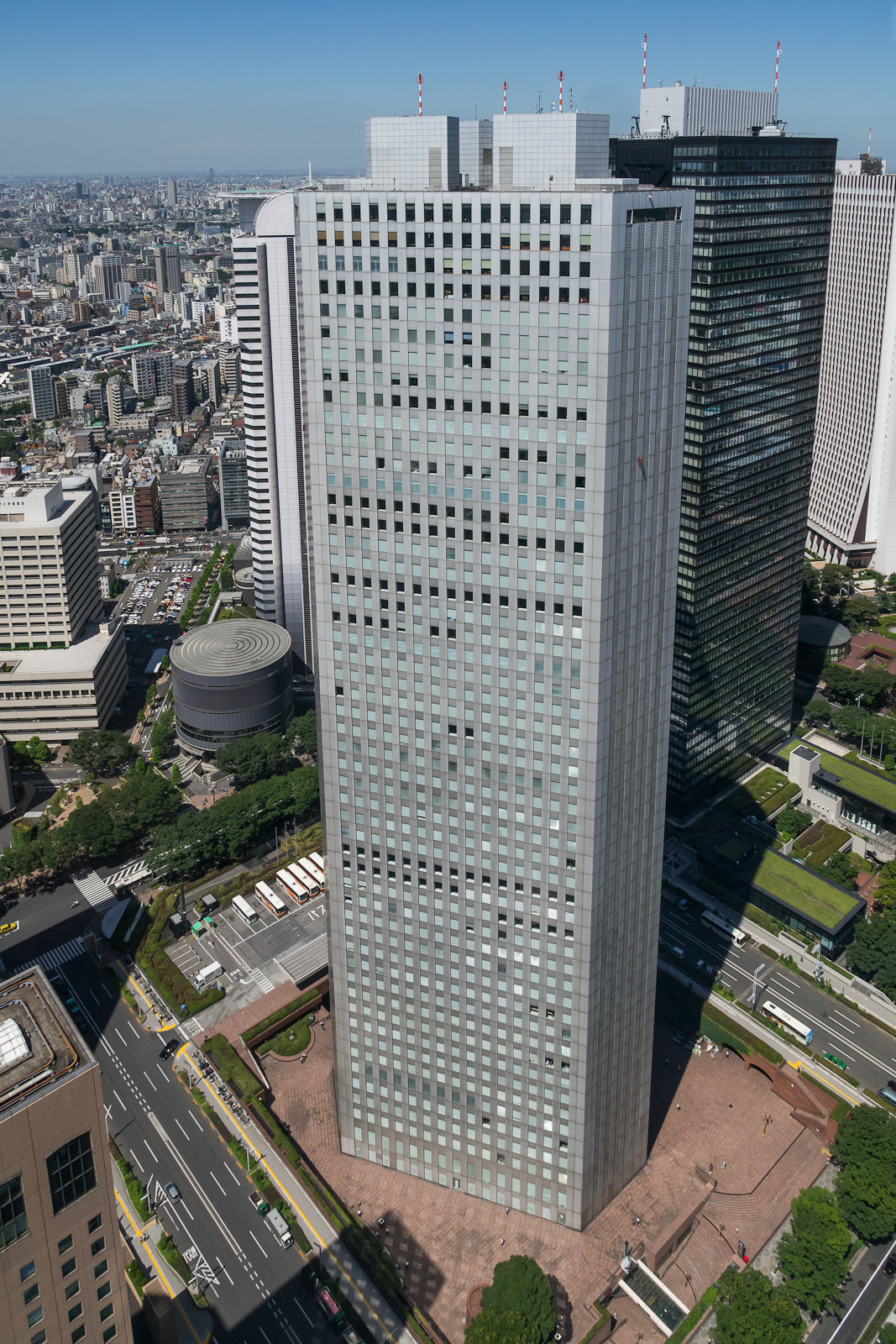
新宿住友ビル （1974年）
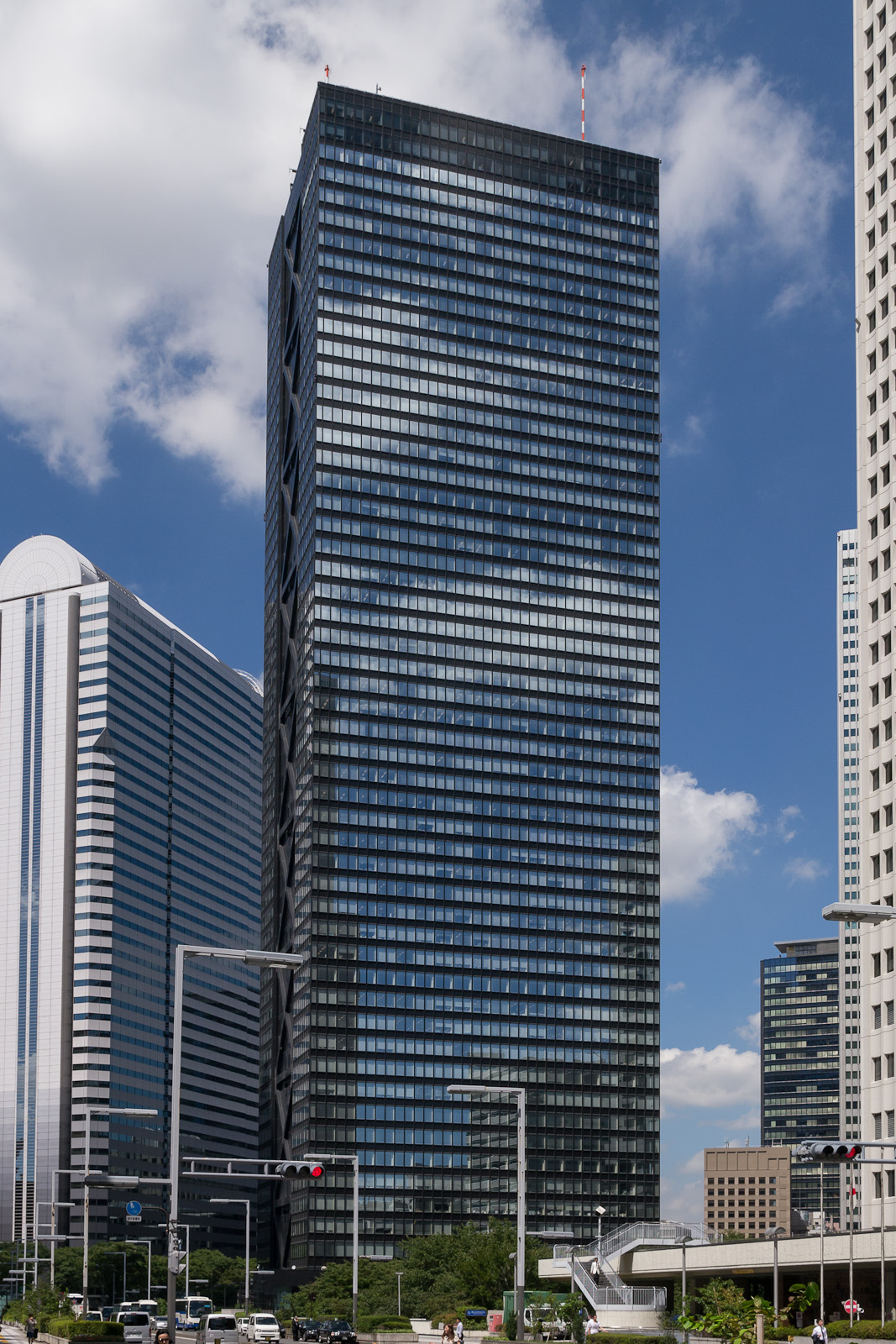
新宿三井ビル （1974年）

### アニメーション・漫画
- 第一次アニメブーム。『宇宙戦艦ヤマト』などの作品が一部の若者の間で人気を呼び、後に「オタク」と言われるようになるマニア層が現れる。
- 1974年にドラえもんの単行本が発売され、大ヒットを呼ぶ。

### 芸能界
- 渡辺プロダクションが1960年代に続いて大旋風を起こし、キャンディーズ・沢田研二・森進一などが活躍する。
- お笑いではコント55号・ザ・ドリフターズが大旋風を起こす。
- アイドルが事実上登場し、1970年代のアイドル黄金時代を迎える
- テレビ司会者の大橋巨泉がテレビ番組で大活躍する
- 作詞家の阿久悠・なかにし礼が人気歌手の作詞を手がけ大驀進を及ぼす。
- 郷ひろみ・西城秀樹・野口五郎が「新御三家」と呼ばれ1970年代をリードする。
- アダルトモデルの麻田奈美による「林檎ヌード」写真集が大反響を及ぼす。

前半(1970年から1973年)
- 南沙織・天地真理・小柳ルミ子が「新三人娘」と呼ばれ大活躍する。
- グループ・サウンズが下火を迎え、新たにフォークソングが登場し男性歌手では吉田拓郎・ガロ・チューリップ・かぐや姫などが登場する。女性歌手では荒井（松任谷）由実など登場する。
- フォークデュオが流行し、トワ・エ・モワ・チェリッシュ・ビリーバンバンなどが登場する。
- 国内初となる兄弟バンドのフィンガー5が登場し大旋風を巻き起こす。

中期(1974年から1976年)
- 芸能事務所では日本テレビ系列「スター誕生!」で大成功を収めたホリプロが渡辺プロダクションと台頭する大手の事務所となる。
- 「スター誕生」をきっかけにデビューした森昌子・桜田淳子・山口百恵が「花の中三トリオ」と呼ばれ大活躍する。
- アイドルグループのキャンディーズが大活躍し、ファンクラブに主催のコンサートが初めて開かれるようになる。
- アイドルや歌謡歌手による新たなスターの登場が前半に比べて不作だが、アイドルでは太田裕美・岩崎宏美などが登場。
- フォークソングではさだまさし・中島みゆきなどが登場する。

後半(1977年から1979年)
- アイドルデュオのピンク・レディーが大旋風を起こす。
- 演歌によるヒット曲が減少し始める。
- ニューミュージックの隆盛、第一次バンドブーム。矢沢永吉・アリス・松山千春・ツイスト・サザンオールスターズ等が登場し活躍する。
- この時期のアイドル歌手は上記のスター達による大活躍の中で新たな大型スターの凶作であったが、それでも榊原郁恵・大場久美子・石野真子などが登場した。石野真子によるぶりっ子が1980年代のアイドルの主流となり黄金時代に結びつくこととなった。

## スポーツ
- プロ野球ではセ・リーグは読売ジャイアンツのV9時代の終止符が打たれ、広島東洋カープ・ヤクルトスワローズのリーグでの初優勝。パ・リーグでは阪急ブレーブスの黄金時代を迎える。後半頃にはスピード測定器が試合で使われるようになる。
- 高校野球ではPL学園が屈指の強豪校として実力をつけて来た。鹿児島実業の定岡正二、東邦高校の坂本佳一などのスター投手が登場した。金属バットの使用許可で、それまで「投高打抵」だった高校野球に「ドカベン」事、香川伸行がホームラン打者として活躍。
- アマチュア野球で江川卓・原辰徳が高校野球や大学野球で大旋風を起こす。
- 大相撲では北玉時代を経て輪湖時代を迎える。力士の平均体重が急上昇し、平均体重が140kg超となっていった。
- プロレスではアントニオ猪木が新日本プロレスを旗揚げしさらに異種格闘技戦を行い、ジャイアント馬場も全日本プロレスを旗揚げし、国内のプロレス団体を2分する。女子プロレスではビューティ・ペアが話題となる。
- 日本のサッカーでは、サッカー日本代表がFIFAワールドカップ・予選やオリンピック予選での敗退が続き、日本サッカーリーグの人気が落ち込むなど低迷期を迎える。
- 柔道では上村春樹、遠藤純男、二宮和弘、高木長之助が活躍し四天王と呼ばれた。後半には山下泰裕が新たに登場する。

## 人物

### 政治と防衛
政治
- 西村英一（1897年 - 1987年）
- 椎名悦三郎（1898年 - 1979年）
- 灘尾弘吉（1899年 - 1994年）
- 佐藤栄作（1901年 - 1975年）
- 保利茂（1901年 - 1979年）
- 橋本登美三郎（1901年 - 1990年）
- 美濃部亮吉（1904年 - 1984年）
- 福田赳夫（1905年 - 1995年）
- 宇都宮徳馬（1906年 - 2000年）
- 三木武夫（1907年 - 1988年）
- 愛知揆一（1907年 - 1973年）
- 宮本顕治（1908年 - 2007年）
- 大平正芳（1910年 - 1980年）
- 福永健司（1910年 - 1988年）
- 小坂善太郎（1912年 - 2000年）
- 金丸信（1914年 - 1996年）
- 石田博英（1914年 - 1993年）
- 松野頼三（1917年 - 2006年）
- 田中角栄（1918年 - 1993年）
- 中曽根康弘（1918年 - 2019年）
- 山中貞則（1921年 - 2004年）
- 浜田幸一（1928年 - 2012年）

政治活動家
- 児玉誉士夫（1911年 - 1984年）

旧日本陸軍帰還兵
- 横井庄一（1915年 - 1997年）
- 小野田寛郎（1922年 - 2014年）

### 哲学・思想・評論
- 土屋清（1910年 - 1987年）
- 中村元（1912年 - 1999年）
- 鶴見和子（1918年 - 2006年）
- 土居健郎（1920年 - 2009年）
- 山本七平（1921年 - 1991年）
- 大森荘蔵（1921年 - 1997年）
- 犬養道子（1921年 - 2017年）
- 梅原猛（1925年 - 2019年）
- 中村雄二郎（1925年 - 2017年）
- 多木浩二（1928年 - 2011年）
- 石子順造（1928年 - 1977年）
- 村松剛（1929年 - 1994年）
- 渡辺京二（1930年 - 2022年）
- 日下公人（1930年 - ）
- 徳岡孝夫（1930年 - ）
- 高橋英夫（1930年 - 2019年）
- 磯田光一（1931年 - 1987年）
- 小此木啓吾（1930年 - 2003年）
- 廣松渉（1933年 - 1994年）
- 種村季弘（1933年 - 2004年）
- 岸田秀（1933年 - ）
- 見田宗介（1937年 - 2022年）
- 加藤諦三（1938年 - ）
- 保阪正康（1939年 - ）
- 立花隆（1940年 - 2021年）
- 柄谷行人（1941年 - ）
- 松岡正剛（1944年 - 2024年）
- 松本健一（1946年 - 2014年）

### 学者
- 樋口清之（1909年 - 1997年）
- 白川静（1910年 - 2006年）
- 井筒俊彦（1914年 - 1993年）
- 猪木正道（1914年 - 2012年）
- 中尾佐助（1916年 - 1993年）
- 梅棹忠夫（1920年 - 2010年）
- 谷川健一（1921年 - 2013年）
- 今道友信（1922年 - 2012年）
- 岩田慶治（1922年 - 2013年）
- 紀野一義（1922年 - 2013年）
- 佐伯彰一（1922年 - 2016年）
- 益田勝実（1923年 - 2010年）
- 永井陽之助（1924年 - 2008年）
- 多田道太郎（1924年 - 2007年）
- 江崎玲於奈（1925年 - ）
- 高取正男（1926年 - 1981年）
- 増田義郎（1928年 - 2016年）
- 森浩一（1928年 - 2013年）
- 谷沢永一（1929年 - 2011年）
- 木村尚三郎（1930年 - 2006年）
- 渡部昇一（1930年 - 2017年）
- 山口昌男（1931年 - 2013年）
- 前田愛（1931年 - 1987年）
- 岡田英弘（1931年 - 2017年）
- 伊藤隆（1932年 - 2024年）
- 辻惟雄（1932年 - ）
- 篠沢秀夫（1933年 - 2017年）
- 安丸良夫（1934年 - 2016年）
- 蓮實重彥（1936年 - ）
- 宮田登（1936年 - 2000年）
- 藤原正彦（1943年 - ）

### 宗教家
- 高田好胤（1924年 - 1998年）

### 経済
実業家
- 務臺光雄（1896年 - 1991年）
- 永野重雄（1900年 - 1984年）
- 安宅英一（1901年 - 1994年）
- 加藤誠之（1907年 - 1995年）
- 豊田英二（1913年 - 2013年）
- 岡田茂（1914年 - 1995年）
- 大社義規（1915年 - 2005年）
- 小佐野賢治（1917年 - 1986年）
- 正力亨（1918年 - 2011年）
- 徳間康快（1921年 - 2000年）
- 松田耕平（1922年 - 2002年）
- 伊藤雅俊（1924年 - 2023年）
- 小倉昌男（1924年 - 2005年）
- 藤田田（1926年 - 2004年）
- 堤清二（1927年 - 2013年）
- 藤岡豊（1927年 - 1996年）
- 辻信太郎（1927年 - ）
- 堀威夫（1932年 - ）
- 鈴木敏文（1932年 - ）
- 天野祐吉（1933年 - 2013年）
- 堤義明（1934年 - ）
- 周防郁雄（1941年 - ）
- 角川春樹（1942年 - ）
- 堤猶二（1942年 - ）
- 似鳥昭雄（1944年 - ）
- 永守重信（1944年 - ）

### 文学
- まど・みちお（1909年 - 2014年）
- 森敦（1912年 - 1989年）
- 新田次郎（1912年 - 1980年）
- 山本夏彦（1915年 - 2002年）
- 水上勉（1919年 - 2004年）
- 池波正太郎（1923年 - 1990年）
- 虫明亜呂無（1923年 - 1991年）
- 丸谷才一（1925年 - 2012年）
- 田中小実昌（1925年 - 2000年）
- 宮尾登美子（1926年 - 2014年）
- 宮脇俊三（1926年 - 2003年）
- 小川国夫（1927年 - 2008年）
- 馬場あき子（1928年 - ）
- 川村二郎（1928年 - 2008年)
- 向田邦子（1929年 - 1981年)
- 色川武大（1929年 - 1989年）
- 日野啓三（1929年 - 2002年）
- 加賀乙彦（1929年 - 2023年）
- 西村京太郎（1930年 - 2022年）
- 小松左京（1931年 - 2011年）
- 白石かずこ（1931年 - 2024年）
- 山村美紗（1931年 - 1996年）
- 後藤明生（1932年 - 1999年）
- 吉原幸子（1932年 - 2002年）
- 平岩弓枝（1932年 - 2023年）
- 黒井千次（1932年 - ）
- 森村誠一（1933年 - 2023年）
- 渡辺淳一（1933年 - 2014年）
- 半村良（1933年 - 2002年）
- 阿部昭（1934年 - 1989年）
- 筒井康隆（1934年 - ）
- 倉本聰（1934年 - ）
- 山田太一（1934年 - 2023年）
- 大江健三郎（1935年 - 2023年）
- 堺屋太一（1935年 - 2019年）
- 富岡多恵子（1935年 - 2023年）
- 古井由吉（1937年 - 2020年）
- 桐島洋子（1937年 - ）
- 平井和正（1938年 - 2015年）
- 豊田有恒（1938年 - 2023年）
- 佐佐木幸綱（1938年 - ）
- 吉増剛造（1939年 - ）
- 片岡義男（1939年 - ）
- 那須正幹（1942年 - 2021年）
- 横田順彌（1945年 - 2019年）
- 中上健次（1946年 - 1992年）
- 津島佑子（1947年 - 2016年）
- 宮本輝（1947年 - )
- 金井美恵子（1947年 - ）
- 橋本治（1948年 - 2019年）
- 三田誠広（1948年 - ）
- 村上春樹（1949年 - ）
- 村上龍（1952年 - ）
- 栗本薫（1953年 - 2009年）

### 芸術
- 小松均（1902年 - 1989年）
- 片岡球子（1905年 - 2008年）
- 秋野不矩（1908年 - 2001年）
- 田中一村（1908年 - 1977年）
- 岡本太郎（1911年 - 1996年）
- 奥田元宋（1912年 - 2003年）
- 守屋多々志（1912年 - 2003年）
- 武部本一郎（1914年 - 1980年）
- 工藤甲人（1915年 - 2011年）
- 中川幸夫（1918年 - 2012年）
- 堀文子（1918年 - 2019年）
- 野見山暁治（1920年 - 2023年）
- 石本正（1920年 - 2015年）
- 荒木高子（1921年 - 2004年）
- 藤田喬平（1921年 - 2004年）
- 清水九兵衛（1922年 - 2006年）
- 斎藤真一（1922年 - 1994年）
- 多田美波（1924年 - 2014年）
- 小泉淳作（1924年 - 2012年）
- 前田常作（1926年 - 2007年）
- 安野光雅（1926年 - 2020年）
- 松尾敏男（1926年 - 2016年）
- 鴨居玲（1928年 - 1985年）
- 上田薫（1928年 - ）
- 榮久庵憲司（1929年 - 2015年）
- 平山郁夫（1930年 - 2009年）
- 堀内誠一（1932年 - 1987年）
- 河原温（1933年 - 2014年）
- 辻村寿三郎（1933年 - 2023年）
- 中谷芙二子（1933年 - ）
- 池田満寿夫（1934年 - 1997年）
- 秋山祐徳太子（1935年 - 2020年）
- 生頼範義（1935年 - 2015年）
- 李禹煥（1936年 - ）
- 田名網敬一（1936年 - ）
- 野田弘志（1936年 - ）
- 荒川修作（1936年 - 2010年）
- 三木富雄（1937年 - 1978年）
- 新宮晋（1937年 - ）
- 及川正通（1939年 - ）
- 相笠昌義（1939年 - ）
- 木下佳通代（1939年 - 1994年）
- 宇佐美圭司（1940年 - 2012年）
- 合田佐和子（1940年 - 2016年）
- 野田哲也（1940年 - ）
- 河口龍夫（1940年 - ）
- 平松礼二（1941年 - ）
- 湯村輝彦（1942年 - ）
- 榎倉康二（1942年 - 1995年）
- 新谷雅弘（1943年 - ）
- 菅木志雄（1944年 - ）
- 矢吹申彦（1944年 - 2022年）
- 河村要助（1944年 - 2019年）
- 四谷シモン（1944年 - ）
- 野村仁（1945年 - ）
- 原田治（1946年 - 2016年）
- 大西重成（1946年 - ）
- 萩原朔美（1946年 - ）
- 榎本了壱（1947年 - ）
- 山田かまち（1960年 - 1977年）

写真
- 植田正治（1913年 - 2000年）
- 田沼武能（1929年 - 2022年）
- 白川義員（1935年 - 2022年）
- 広田尚敬（1935年 - ）
- 操上和美（1936年 - ）
- 立木義浩（1937年 - ）
- 鋤田正義（1938年 - ）
- 中平卓馬（1938年 - 2015年）
- 土田ヒロミ（1939年 - ）
- 篠山紀信（1940年 - 2024年）
- 藤原新也（1944年 - ）
- 南正時（1946年 - ）
- 牛腸茂雄（1946年 - 1983年）
- 岩合光昭（1950年 - ）

建築
- 谷口吉郎（1904年 - 1979年）
- 丹下健三（1913年 - 2005年）
- 菊竹清訓（1928年 - 2011年）
- 黒川紀章（1934年 - 2007年）
- 谷口吉生（1937年 - 2024年）

漫画・アニメ
- 長谷川町子（1920年 - 1992年）
- うしおそうじ（1921年 - 2004年）
- 水木しげる（1922年 - 2015年）
- 川本喜八郎（1925年 - 2010年）
- 森康二（1925年 - 1992年）
- 富永一朗（1925年 - 2021年）
- 加藤芳郎（1925年 - 2006年）
- 小島功（1928年 - 2015年）
- 久里洋二（1928年 - 2024年）
- 鈴木義司（1928年 - 2004年）
- 手塚治虫（1928年 - 1989年）
- 小島剛夕（1928年 - 2000年）
- 鳥海尽三（1929年 - 2008年）
- サトウサンペイ（1929年 - 2021年）
- 花村えい子（1929年 - 2020年）
- 佃公彦（1930年 - 2010年）
- 大塚康生（1931年 - 2021年）
- 滝田ゆう（1931年 - 1990年）
- 岡本忠成（1932年 - 1990年）
- 白土三平（1932年 - 2021年）
- 吉田竜夫（1932年 - 1977年）
- 泉昭二（1932年 - 2023年）
- 小林七郎（1932年 - 2022年）
- 長浜忠夫（1932年 - 1980年）
- 滝沢解（1933年 - 2003年）
- 藤子・F・不二雄（1933年 - 1996年）
- 遠藤政治（1933年 - ）
- 藤子不二雄A（1934年 - 2022年）
- 永田竹丸（1934年 - 2022年）
- 横山光輝（1934年 - 2004年）
- ムロタニツネ象（1934年 - 2021年）
- 大隅正秋（1934年 - ）
- 矢吹公郎（1934年 - ）
- 楠部大吉郎（1934年 - 2005年）
- 西崎義展（1934年 - 2010年）
- 斉藤あきら（1934年 - ）
- 清水達正（1934年 - 1983年）
- 細川智栄子（1935年 - ）
- 吉田健二（1935年 - ）
- 園山俊二（1935年 - 1993年）
- 辰巳ヨシヒロ（1935年 - 2015年）
- 山根青鬼（1935年 - ）
- 山根赤鬼（1935年 - 2003年）
- 赤塚不二夫（1935年 - 2008年）
- 高畑勲（1935年 - 2018年）
- 一峰大二（1935年 - 2020年）
- 斎藤博（1936年 - 2015年）
- 篠原とおる（1936年 - ）
- 小池一夫（1936年 - 2019年）
- つのだじろう（1936年 - ）
- 笹川ひろし（1936年 - ）
- 古谷三敏（1936年 - 2021年）
- 楳図かずお（1936年 - 2024年）
- 木下蓮三（1936年 - 1997年）
- 梶原一騎（1936年 - 1987年）
- 小田部羊一（1936年 - ）
- 板井れんたろう（1936年 - 2017年）
- 奥山玲子（1936年 - 2007年）
- よこたとくお（1936年 - 2022年）
- さいとう・たかを（1936年 - 2021年）
- 黒田昌郎（1936年 - ）
- 芳谷圭児（1937年 - 2021年）
- 横山孝雄（1937年 - 2019年）
- 長谷邦夫（1937年 - 2018年）
- 望月あきら（1937年 - ）
- モンキー・パンチ（1937年 - 2019年）
- 佐藤まさあき（1937年 - 2004年）
- 東海林さだお（1937年 - ）
- つげ義春（1937年 - ）
- 牧野圭一（1937年 - 2022年）
- 宮本貞雄（1937年 - 2024年）
- 楠部三吉郎（1938年 - 2020年）
- 石ノ森章太郎（1938年 - 1998年）
- 松本零士（1938年 - 2023年）
- 山崎晴哉（1938年 - 2002年）
- 勝間田具治（1938年 - ）
- 平田敏夫（1938年 - 2014年）
- 中城けんたろう（1938年 - 2020年）
- 江波譲二（1938年 - ）
- 貝塚ひろし（1938年 - 2023年）
- 荒木伸吾（1938年 - 2011年）
- 望月三起也（1938年 - 2016年）
- ちばてつや（1939年 - ）
- 角田紘一（1939年 - 2014年）
- 金山明博（1939年 - ）
- 中沢啓治（1939年 - 2012年）
- 水島新司（1939年 - 2022年）
- 森田拳次（1939年 - 2024年）
- 月岡貞夫（1939年 - ）
- ビッグ錠（1939年 - ）
- 矢口高雄（1939年 - 2020年）
- 村田耕一（1939年 - 2006年）
- 影丸譲也（1940年 - 2012年）
- 上村一夫（1940年 - 1986年）
- 塩山紀生（1940年 - 2017年）
- 牛次郎（1940年 - ）
- 二宮常雄（1940年 - 2023年）
- 杉井ギサブロー（1940年 - ）
- 山内ジョージ（1940年 - ）
- 園田光慶（1940年 - 1997年）
- 高山よしのり（1940年 - 2021年）
- 宮崎駿（1941年 - ）
- 高橋資祐（1941年 - 2007年）
- あすなひろし（1941年 - 2001年）
- りんたろう（1941年 - ）
- 荘司としお（1941年 - ）
- 川崎のぼる（1941年 - ）
- 芝山努（1941年 - ）
- 真崎守（1941年 - ）
- 丸山正雄（1941年 - ）
- つげ忠男（1941年 - ）
- 村野守美（1941年 - 2011年）
- 斎藤ゆずる（1941年 - ）
- 北野英明（1941年 - ）
- 雁屋哲（1941年 - ）
- 鳥海永行（1941年 - 2009年）
- 富野由悠季（1941年 - ）
- 石井いさみ（1941年 - 2022年）
- 山崎敬之（1941年 - ）
- 別紙壮一（1941年 - ）
- 米川功真（1942年 - 2011年）
- 吉森みき男（1942年 - ）
- 秋竜山（1942年 - 2023年）
- 鈴木良武（1942年 - ）
- 岡迫亘弘（1942年 - ）
- 谷岡ヤスジ（1942年 - 1999年）
- 磯田和一（1942年 - 2014年）
- 上梨満雄（1942年 - ）
- 高橋良輔（1943年 - ）
- ちばあきお（1943年 - 1984年）
- 梅本さちお（1943年 - 1993年）
- みやわき心太郎（1943年 - 2010年）
- 谷口守泰（1943年 - ）
- 久松文雄（1943年 - 2021年）
- 奥田誠治（1943年 - ）
- ジョージ秋山（1943年 - 2020年）
- 須田正己（1943年 - 2021年）
- 西谷祥子（1943年 - ）
- 高橋信也（1943年 - ）
- 出﨑統（1943年 - 2011年）
- 小松原一男（1943年 - 2000年）
- 遠崎史朗（1943年 - ）
- オダシゲ（1943年 - ）
- 池上遼一（1944年 - ）
- 甲良幹二郎（1944年 - ）
- 杉野昭夫（1944年 - ）
- 高信太郎（1944年 - ）
- 椛島義夫（1944年 - 2017年）
- 青柳裕介（1944年 - 2001年）
- 森義一（1944年 - ）
- 小林治（1945年 - ）
- 永井豪（1945年 - ）
- 宮谷一彦（1945年 - 2022年）
- 白土武（1945年 - ）
- 坂口尚（1946年 - 1995年）
- 山口泰弘（1946年 - 2016年）
- 石井隆（1946年 - 2022年）
- とりいかずよし（1946年 - 2022年）
- 河内日出夫（1946年 - ）
- 政岡としや（1947年 - ）
- 矢代まさこ（1947年 - ）
- 富永貞義（1947年 - ）
- 布川ゆうじ（1947年 - 2022年）
- 吉川惣司（1947年 - ）
- みなもと太郎（1947年 - 2021年）
- 中村英一（1947年 - ）
- 牧野和子（1947年 - ）
- 花輪和一（1947年 - ）
- 松森正（1947年 - ）
- 蛭田充（1947年 - ）
- かざま鋭二（1947年 - 2022年）
- 武論尊（1947年 - ）
- 本宮ひろ志（1947年 - ）
- 松本めぐむ（1947年 - ）
- 西岸良平（1947年 - ）
- あだち勉（1947年 - 2004年）
- 大島弓子（1947年 - ）
- 山岸凉子（1947年 - ）
- 蛭子能収（1947年 - ）
- 安彦良和（1947年 - ）
- 山上たつひこ（1947年 - ）
- 池田理代子（1947年 - ）
- 大河原邦男（1947年 - ）
- 土屋慎吾（1947年 - ）
- 神保史郎（1948年 - 1994年）
- ふくしま政美（1948年 - ）
- 里中満智子（1948年 - ）
- もとやま礼子（1948年 - ）
- もりたじゅん（1948年 - ）
- 小山ゆう（1948年 - ）
- 土田よしこ（1948年 - 2023年）
- 大和和紀（1948年 - ）
- 桜多吾作（1948年 - 2022年）
- 神田たけ志（1948年 - ）
- 御厨さと美（1948年 - 2022年）
- 石川賢（1948年 - 2006年）
- 山松ゆうきち（1948年 - ）
- 青池保子（1948年 - ）
- かわぐちかいじ（1948年 - ）
- みね武（1948年 - ）
- 柳沢きみお（1948年 - ）
- ながやす巧（1949年 - ）
- 内山まもる（1949年 - 2011年）
- 大橋学（1949年 - 2022年）
- 忠津陽子（1949年 - ）
- 叶精作（1949年 - ）
- 川崎三枝子（1949年 - ）
- たちいりハルコ（1949年 - ）
- 萩尾望都（1949年 - ）
- 井上コオ（1949年 - ）
- 山本鈴美香（1949年 - ）
- 村岡栄一（1949年 - ）
- 岸裕子（1949年 - ）
- 飯森広一（1949年 - 2008年）
- 諸星大二郎（1949年 - ）
- 山田ミネコ（1949年 - ）
- あしべゆうほ（1949年 - ）
- 岡田史子（1949年 - 2005年）
- ほんまりう（1949年 - ）
- 一条ゆかり（1949年 - ）
- 樹村みのり（1949年 - ）
- 弓月光（1949年 - ）
- こだま兼嗣（1949年 - ）
- 聖悠紀（1949年 - 2022年）
- 柴田昌弘（1949年 - ）
- 飛鳥幸子（1949年 - ）
- あがた有為（1949年 - ）
- ダーティ・松本（1949年 - ）
- 山田みちしろ（1949年 - ）
- 才田俊次（1949年 - ）
- どおくまん（1950年 - ）
- 湖川友謙（1950年 - ）
- 吉沢やすみ（1950年 - ）
- ささやななえ（1950年 - 2024年）
- 吾妻ひでお（1950年 - 2019年）
- 竹宮惠子（1950年 - ）
- 林律雄（1950年 - ）
- 平口広美（1950年 - ）
- 近藤喜文（1950年 - 1998年）
- 和田慎二（1950年 - 2011年）
- 福山庸治（1950年 - ）
- 庄司陽子（1950年 - ）
- 河あきら（1950年 - ）
- 中島徳博（1950年 - 2014年）
- いがらしゆみこ（1950年 - ）
- 池沢さとし（1950年 - ）
- すがやみつる（1950年 - ）
- 新宅よしみつ（1950年 - ）
- 細井雄二（1950年 - ）
- おおやちき（1950年 - ）
- 内田善美（1950年 - ）
- おかべりか（1950年 - 2017年）
- 川尻善昭（1950年 - ）
- 下條よしあき（1950年 - ）
- 一ノ関圭（1950年 - ）
- 雑賀陽平（1950年 - 2005年）
- 美内すずえ（1951年 - ）
- 沼よしのぶ（1951年 - ）
- 新谷かおる（1951年 - ）
- 村上もとか（1951年 - ）
- あや秀夫（1951年 - ）
- 押井守（1951年 - ）
- 風間宏子（1951年 - ）
- いしいひさいち（1951年 - ）
- 羽中ルイ（1951年 - ）
- 真樹村正（1951年 - ）
- ひさうちみちお（1951年 - ）
- コンタロウ（1951年 - ）
- 中本繁（1951年 - ）
- 貞光紳也（1951年 - ）
- 中島昌利（1952年 - ）
- 金田伊功（1952年 - 2009年）
- 男鹿和雄（1952年 - ）
- 天野喜孝（1952年 - ）
- 竹村よしひこ（1952年 - ）
- 伊東愛子（1952年 - ）
- 友永和秀（1952年 - ）
- 平山良二（1952年 - ）
- 真下耕一（1952年 - ）
- 三原順（1952年 - 1995年）
- ますむらひろし（1952年 - ）
- 秋本治（1952年 - ）
- 山田ゴロ（1952年 - ）
- 西久保瑞穂（1953年 - ）
- 魔夜峰央（1953年 - ）
- 山本二三（1953年 - 2023年）
- 小林よしのり（1953年 - ）
- 竜崎遼児（1953年 - ）
- 高橋よしひろ（1953年 - ）
- 宮下あきら（1953年 - ）
- うえだひでひと（1953年 - 2015年）
- 車田正美（1953年 - ）
- 陸奥A子（1954年 - ）
- 大島やすいち（1954年 - ）
- 花郁悠紀子（1954年 - 1980年）
- 笈川かおる（1954年 - ）
- 田渕由美子（1954年 - ）
- 岩重孝（1954年 - 2013年）
- 田村信（1955年 - ）
- 寺沢武一（1955年 - 2023年）
- くらもちふさこ（1955年 - ）
- 笹生那実（1955年 - ）
- 平松伸二（1955年 - ）
- たかなししずえ（1955年 - ）
- 金井たつお（1955年 - ）
- はしもとみつお（1955年 - ）
- 室山まゆみ
  - 室山眞弓（1955年 - ）
  - 室山眞里子（1957年 - ）
- 江口寿史（1956年 - ）
- 清原なつの（1956年 - ）
- 松苗あけみ（1956年 - ）
- 小椋冬美（1956年 - ）
- 岩館真理子（1957年 - ）
- 鴨川つばめ（1957年 - ）

### ファッション
- 森英恵（1926年 - 2022年）
- 桂由美（1930年 - 2024年）
- 三宅一生（1938年 - 2022年）
- 高田賢三（1939年 - 2020年）
- コシノジュンコ（1939年 - ）
- 山本寛斎（1944年 - 2020年）
- 山口小夜子（1949年 - 2007年）

### 芸能
演芸
- 三遊亭圓生（1900年 - 1979年）
- 露の五郎兵衛（1932年 - 2009年）
- 笑福亭仁鶴（1937年 - 2021年）
- 月亭可朝（1938年 - 2018年）
- 枝枝雀（1939年 - 1999年）
- 六代目 桂文枝（1943年 - ）
- 林家小染（1947年 - 1984年）
- 笑福亭鶴光（1948年 - ）
- 月亭八方（1948年 - ）
- 桂文珍（1948年 - ）

お笑い
- 荒井注（1928年 - 2000年）
- 三波伸介（1930年 - 1982年）
- いかりや長介（1931年 - 2004年）
- 高木ブー（1933年 - ）
- 坂上二郎（1934年 - 2011年）
- 桑原和男（1936年 - 2023年）
- 萩本欽一（1941年 - ）
- 仲本工事（1941年 - 2022年）
- 坂田利夫（1941年 - 2023年）
- 小松政夫（1942年 - 2020年）
- 上岡龍太郎（1942年 - 2023年）
- 前田五郎（1942年 - 2021年）
- 加藤茶（1943年 - ）
- 横山やすし（1944年 - 1996年）
- 西川きよし（1946年 - ）
- せんだみつお（1947年 - ）
- 間寛平（1949年 - ）
- 海原万里（芦川百々子、1949年 - ）
- 志村けん（1950年 - 2020年）
- 木村進（1950年 - 2019年）
- 海原千里（上沼恵美子、1955年 - ）

司会
- 宮田輝（1921年 - 1990年）
- 山川静夫（1933年 - ）
- 大橋巨泉（1934年 - 2016年）
- 愛川欽也（1934年 - 2015年）
- 浜村淳（1935年 - ）

### 音楽
クラシック音楽と現代音楽
- 渡辺宙明（1925年 - 2022年）
- 廣瀬量平（1930年 - 2008年）
- 小澤征爾（1935年 - 2024年）
- 高橋悠治（1938年 - ）

日本の伝統音楽
- 高橋竹山（1910年 - 1998年）

ポピュラー音楽
- 小林亜星（1932年 - 2021年）
- 阿久悠（1937年 - 2007年）
- なかにし礼（1938年 - 2020年）
- 内田裕也（1939年 - 2019年）
- 筒美京平（1940年 - 2020年）
- 大野雄二（1941年 - ）
- ささきいさお（1942年 - ）
- 尾崎紀世彦（1943年 - 2012年）
- 宮史郎（1943年 - 2012年）
- 子門真人（1944年 - ）
- 小椋佳（1944年 - ）
- 阿木燿子（1945年 - ）
- 宮路オサム（1946年 - ）
- 中条きよし（1946年 - ）
- 吉田拓郎（1946年 - ）
- 美川憲一（1946年 - ）
- 宇崎竜童（1946年 - ）
- 細野晴臣（1947年 - ）
- 小田和正（1947年 - ）
- ちあきなおみ（1947年 - ）
- 喜多條忠（1947年 - 2021年）
- 森進一（1947年 - ）
- 布施明（1947年 - ）
- 水木一郎（1948年 - 2022年）
- 前野曜子（1948年 - 1988年）
- 財津和夫（1948年 - ）
- 都はるみ（1948年 - ）
- 五木ひろし（1948年 - ）
- 鮎川誠（1948年 - 2023年）
- 泉谷しげる（1948年 - ）
- 都倉俊一（1948年 - ）
- 大瀧詠一（1948年 - 2013年）
- 及川恒平（1948年 - ）
- 井上陽水（1948年 - ）
- 沢田研二（1948年 - ）
- 谷村新司（1948年 - 2023年）
- あがた森魚（1948年 - ）
- 南こうせつ（1949年 - ）
- 松本隆（1949年 - ）
- 矢沢永吉（1949年 - ）
- 堀内孝雄（1949年 - ）
- 松崎しげる（1949年 - ）
- 細川たかし（1950年 - ）
- ジュディ・オング（1950年 - ）
- 南佳孝（1950年 - ）
- ばんばひろふみ（1950年 - ）
- 大橋純子（1950年 - 2023年）
- 林立夫（1951年 - ）
- 藤圭子（1951年 - 2013年）
- 大杉久美子（1951年 - ）
- 鈴木慶一（1951年 - ）
- 天地真理（1951年 - ）
- 松任谷正隆（1951年 - ）
- 鈴木茂（1951年 - ）
- 坂本龍一（1952年 - 2023年）
- さだまさし（1952年 - ）
- 高橋ユキヒロ（1952年 - 2023年）
- 小柳ルミ子（1952年 - ）
- 清水健太郎（1952年 - ）
- 甲斐よしひろ（1953年 - ）
- 研ナオコ（1953年 - ）
- 小林幸子（1953年 - ）
- 荒井由実（松任谷由実、1954年 - ）
- 南沙織（1954年 - ）
- 伊藤蘭（1955年 - ）
- 松山千春（1955年 - ）
- 世良公則（1955年 - ）
- 太田裕美（1955年 - ）
- 郷ひろみ（1955年 - ）
- 西城秀樹（1955年 - 2018年）
- 野口五郎（1956年 - ）
- 藤村美樹（1956年 - ）
- 田中好子（1956年 - 2011年）
- 長渕剛（1956年 - ）
- 堀江美都子（1957年 - ）
- 山崎ハコ（1957年 - ）
- 増田啓子（増田惠子、1957年 - ）
- 石川さゆり（1958年 - ）
- 根本美鶴代（未唯mie、1958年 - ）
- 森昌子（1958年 - ）
- 桜田淳子（1958年 - ）
- 山口百恵（1959年 - ）

### 映画・演劇・舞踏
俳優
- 大滝秀治（1925年 - 2012年）
- 天本英世（1926年 - 2003年）
- 山岡久乃（1926年 - 1999年）
- 菅井きん（1926年 - 2018年）
- 渥美清（1928年 - 1996年）
- 小沢昭一（1929年 - 2012年）
- 藤岡琢也（1930年 - 2006年）
- 高倉健（1931年 - 2014年）
- 田中邦衛（1932年 - 2021年）
- 菅原文太（1933年 - 2014年）
- 平幹二朗（1933年 - 2016年）
- 森山周一郎（1934年 - 2021年）
- 吉行和子（1935年 - ）
- 里見浩太朗（1936年 - ）
- 緒形拳（1937年 - 2008年）
- 山城新伍（1938年 - 2009年）
- 加藤剛（1938年 - 2018年）
- 千葉真一（1939年 - 2021年）
- 原田芳雄（1940年 - 2011年）
- 中村敦夫（1940年 - ）
- 渡哲也（1941年 - 2020年）
- 江波杏子（1941年 - 2018年）
- 藤竜也（1941年 - ）
- 倍賞千恵子（1941年 - ）
- 高橋元太郎（1941年 - ）
- 近藤正臣（1942年 - ）
- 九代目 松本幸四郎（1942年 - ）
- 松方弘樹（1942年 - 2017年）
- 石立鉄男（1942年 - 2007年）
- 中尾彬（1942年 - 2024年）
- 太地喜和子（1943年 - 1992年）
- 悠木千帆（樹木希林、1943年 - 2018年）
- 北大路欣也（1943年 - ）
- 田村正和（1943年 - 2021年）
- 竹脇無我（1944年 - 2011年）
- 古谷一行（1944年 - 2022年）
- 蟹江敬三（1944年 - 2014年）
- 江守徹（1944年 - ）
- 黒沢年雄（1944年 - ）
- 杉良太郎（1944年 - ）
- 富司純子（1945年 - ）
- 倍賞美津子（1946年 - ）
- 大原麗子（1946年 - 2009年）
- 藤岡弘、（1946年 - ）
- 梶芽衣子（1947年 - ）
- 松田優作（1949年 - 1989年）
- 森田健作（1949年 - ）
- 武田鉄矢（1949年 - )
- 萩原健一（1950年 - 2019年）
- 岩城滉一（1951年 - ）
- 中村雅俊（1951年 - ）
- 桃井かおり（1951年 - ）
- 草刈正雄（1952年 - ）
- 沖雅也（1952年 - 1983年）
- 吹雪ジュン（1952年 - ）
- 岡崎友紀（1953年 - ）
- 大竹しのぶ（1957年 - ）
- 原田美枝子（1958年 - ）

映画プロデューサ・映画監督
- 野村芳太郎（1919年 - 2005年）
- 岡田茂（1924年 - 2011年）
- 熊井啓（1930年 - 2007年）
- 深作欣二（1930年 - 2003年）
- 山田洋次（1931年 - ）
- 大島渚（1932年 - 2013年）
- 中島貞夫（1934年 - 2023年）
- 長谷川和彦（1946年 - ）

映画評論
- 荻昌弘（1925年 - 1988年）
- 水野晴郎（1931年 - 2008年）

演出
- 久世光彦（1935年 - 2006年）

古典芸能
- 三代目 市川猿之助（1939年 - 2023年）
- 七代目 尾上菊五郎（1942年 - ）
- 十五代目 片岡仁左衛門（1944年 - ）
- 二代目 中村吉右衛門（1944年 - 2021年）
- 五代目 坂東玉三郎（1950年 - ）

舞踏
- 麿赤兒（1943年 - ）
- 笠井叡（1943年 - ）

### スポーツ選手
野球
- 水原茂（1909年 - 1982年）
- 三原脩（1911年 - 1984年）
- 濃人渉（1915年 - 1990年）
- 鬼頭政一（1920年 - 2008年）
- 川上哲治（1920年 - 2013年）
- 西本幸雄（1920年 - 2011年）
- 金田正泰（1920年 - 1992年）
- 別当薫（1920年 - 1999年）
- 後藤次男（1924年 - 2016年）
- 与那嶺要（1925年 - 2011年）
- 根本陸夫（1926年 - 1999年）
- 田宮謙次郎（1928年 - 2010年）
- 牧野茂（1928年 - 1984年）
- 岩本尭（1930年 - ）
- 荒川博（1930年 - 2016年）
- 広岡達朗（1932年 - ）
- 大沢啓二（1932年 - 2010年）
- 中西太（1933年 - 2023年）
- 吉田義男（1933年 - ）
- 金田正一（1933年 - 2019年）
- 梶本隆夫（1933年 - 2006年）
- 野村克也（1935年 - 2020年）
- 長嶋茂雄（1936年 - 2025年）
- 古葉竹識（1936年 - 2021年）
- 中利夫（1936年 - 2023年）
- 広瀬叔功（1936年 - ）
- 村山実（1936年 - 1998年）
- 森昌彦（1937年 - ）
- 上田利治（1937年 - 2017年）
- 若生智男（1937年 - 2024年）
- 稲尾和久（1937年 - 2007年）
- 江藤慎一（1937年 - 2008年）
- 種茂雅之（1938年 - ）
- 米田哲也（1938年 - ）
- 坂井勝二（1938年 - ）
- 今津光男（1938年 - 2005年）
- 三浦清弘（1938年 - 2016年）
- 長田幸雄（1939年 - ）
- 石井茂雄（1939年 - 2005年）
- 前田益穂（1939年 - ）
- 遠井吾郎（1939年 - 2005年）
- 藤井栄治（1940年 - ）
- 足立光宏（1940年 - ）
- 王貞治（1940年 - ）
- 高木喬（1940年 - 2012年）
- 張本勲（1940年 - ）
- 一枝修平（1940年 - ）
- 武上四郎（1941年 - 2002年）
- 高木守道（1941年 - 2020年）
- 渡辺秀武（1941年 - 2007年）
- 末次利光（1942年 - ）
- 森本潔（1942年 - ）
- 永淵洋三（1942年 - ）
- 船田和英（1942年 - 1992年）
- 伊藤勲（1942年 - 2007年）
- 辻恭彦（1942年 - ）
- 土井正三（1942年 - 2009年）
- 江尻亮（1943年 - ）
- 阪本敏三（1943年 - 2022年）
- 住友平（1943年 - 2023年）
- 佐々木宏一郎（1943年 - 1989年）
- 大熊忠義（1943年 - ）
- 大石弥太郎（1943年 - 2024年）
- 土井正博（1943年 - ）
- 松原誠（1944年 - ）
- 池辺巌（1944年 - ）
- 柴田勲（1944年 - ）
- 長池徳二（1944年 - ）
- 島野育夫（1944年 - 2007年）
- 高橋善正（1944年 - ）
- 村上雅則（1944年 - ）
- 井上弘昭（1944年 - ）
- 白石静生（1944年 - ）
- 木俣達彦（1944年 - ）
- 安仁屋宗八（1944年 - ）
- 山下律夫（1944年 - 2011年）
- 大下剛史（1944年 - ）
- 八木沢荘六（1944年 - ）
- 伊勢孝夫（1944年 - ）
- 長谷川一夫（1945年 - 2013年）
- 島谷金二（1945年 - ）
- 高井保弘（1945年 - 2019年）
- 菊川昭二郎（1945年 - ）
- 高橋直樹（1945年 - ）
- 村上公康（1945年 - ）
- 大杉勝男（1945年 - 1992年）
- 竹之内雅史（1945年 - ）
- 小谷正勝（1945年 - ）
- 高橋重行（1945年 - 2010年）
- 外木場義郎（1945年 - ）
- 中塚政幸（1945年 - ）
- 高田繁（1945年 - ）
- 戸田善紀（1945年 - ）
- 小川亨（1945年 - ）
- 清俊彦（1945年 - 2017年）
- 高橋博士（1946年 - ）
- 大橋穣（1946年 - ）
- 高橋一三（1946年 - 2015年）
- 中沢伸二（1946年 - ）
- 野村収（1946年 - ）
- 藤原満（1946年 - ）
- 田淵幸一（1946年 - ）
- 成田文男（1946年 - 2011年）
- 富田勝（1946年 - 2015年）
- 山本浩二（1946年 - ）
- 基満男（1946年 - ）
- 金田留広（1946年 - 2018年）
- 有藤道世（1946年 - ）
- 山崎裕之（1946年 - ）
- 衣笠祥雄（1947年 - 2018年）
- 星野仙一（1947年 - 2018年）
- 広瀬宰（1947年 - 1999年）
- 水沼四郎（1947年 - ）
- 福嶋久晃（1947年 - ）
- 渋谷幸春（1947年 - ）
- 若松勉（1947年 - ）
- 安田猛（1947年 - 2021年）
- 佐藤道郎（1947年 - ）
- 松本幸行（1947年 - ）
- 上田次朗（1947年 - ）
- 江本孟紀（1947年 - ）
- 松岡弘（1947年 - ）
- 杉山知隆（1947年 - ）
- 平松政次（1947年 - ）
- 谷沢健一（1947年 - ）
- 鈴木啓示（1947年 - ）
- 千藤三樹男（1947年 - ）
- 藤田平（1947年 - ）
- 山内新一（1947年 - ）
- 大矢明彦（1947年 - ）
- 福本豊（1947年 - ）
- 水谷実雄（1947年 - ）
- 堀内恒夫（1948年 - ）
- 加藤俊夫（1948年 - ）
- 服部敏和（1948年 - ）
- 門田博光（1948年 - 2023年）
- 古沢憲司（1948年 - 2023年）
- 江夏豊（1948年 - ）
- 加藤秀司（1948年 - ）
- 山田久志（1948年 - ）
- 石渡茂（1948年 - ）
- 三村敏之（1948年 - 2009年）
- 稲葉光雄（1948年 - 2012年）
- 浅野啓司（1949年 - ）
- 高木由一（1949年 - ）
- 鈴木康二朗（1949年 - 2019年）
- 平野光泰（1949年 - 2023年）
- 関本四十四（1949年 - ）
- 弘田澄男（1949年 - ）
- 中村勝広（1949年 - 2015年）
- 山本和行（1949年 - ）
- 今井雄太郎（1949年 - ）
- 片平晋作（1949年 - 2018年）
- 村田兆治（1949年 - 2022年）
- 加藤初（1949年 - 2016年）
- 佐々木恭介（1949年 - ）
- 水谷則博（1950年 - 2001年）
- 長崎慶一（1950年 - ）
- 山口高志（1950年 - ）
- 土肥健二（1950年 - ）
- 東尾修（1950年 - ）
- 奥江英幸（1950年 - ）
- 大島康徳（1950年 - 2021年）
- 井本隆（1950年 - 2015年）
- 大田卓司（1951年 - ）
- 藤波行雄（1951年 - ）
- 新浦壽夫（1951年 - ）
- 栗橋茂（1951年 - ）
- 佐野仙好（1951年 - ）
- 柳田豊（1951年 - ）
- 有田修三（1951年 - ）
- 河埜和正（1951年 - ）
- 間柴茂有（1951年 - ）
- 山本功児（1951年 - 2016年）
- 太田幸司（1952年 - ）
- 山下大輔（1952年 - ）
- 簑田浩二（1952年 - ）
- 淡口憲治（1952年 - ）
- 新井宏昌（1952年 - ）
- 佐伯和司（1952年 - ）
- 柏原純一（1952年 - ）
- 池谷公二郎（1952年 - ）
- 三沢淳（1952年 - 2022年）
- 金城基泰（1952年 - ）
- 小林繁（1952年 - 2010年）
- 定岡智秋（1953年 - ）
- 羽田耕一（1953年 - ）
- 真弓明信（1953年 - ）
- 梨田昌崇（1953年 - ）
- 若菜嘉晴（1953年 - ）
- 田尾安志（1954年 - ）
- 鈴木孝政（1954年 - ）
- 田代富雄（1954年 - ）
- 島田誠（1954年 - ）
- 佐藤義則（1954年 - ）
- 斉藤明雄（1955年 - ）
- 山村善則（1955年 - ）
- 河埜敬幸（1955年 - ）
- 掛布雅之（1955年 - ）
- 大野豊（1955年 - ）
- 西本聖（1956年 - ）
- 高橋慶彦（1957年 - ）
- 北別府学（1957年 - 2023年）
- 立花義家（1958年 - ）

サッカー
- 長沼健（1930年 - 2008年）
- 岡野俊一郎（1931年 - 2017年）
- 下村幸男（1932年 - ）
- 二宮寛（1937年 - ）
- 小城得達（1942年 - ）
- 横山謙三（1943年 - ）
- 森孝慈（1943年 - 2011年）
- 釜本邦茂（1944年 - ）
- 山口芳忠（1944年 - ）
- 大仁邦彌（1944年 - ）
- セルジオ越後（1945年 - ）
- 落合弘（1946年 - ）
- 吉村大志郎（1947年 - 2003年）
- 奥寺康彦（1952年 - ）
- 永井良和（1952年 - ）

相撲
- 北の富士勝昭（1942年 - 2024年）
- 輪島大士（1948年 - 2018年）
- 北の湖敏満（1953年 - 2015年）

柔道
- 二宮和弘（1946年 - ）
- 高木長之助（1948年 - 2016年）
- 遠藤純男（1950年 - ）
- 上村春樹（1951年 - ）

ボクシング
- 具志堅用高（1955年 - ）

プロレス
- ジャイアント馬場（1938年 - 1999年）
- アントニオ猪木（1943年 - 2022年）

競馬
- 増沢末夫（1937年 - ）
- 郷原洋行（1944年 - 2020年）
- 柴田政人（1948年 - ）
- 岡部幸雄（1948年 - ）
- 福永洋一（1948年 - ）

### 冒険
- 植村直己（1941年 - 1984年）

### その他
- 土井勝（1921年 - 1995年）
- 五島勉（1929年 - 2020年）
- 山村新治郎（1933年 - 1992年）
- 加藤一二三（1940年 - ）
- 米長邦雄（1943年 - 2012年）
- 中原誠（1947年 - ）